# Harry Skinner
Harry Skinner (* 25. Mai 1855 bei Hertford, Perquimans County, North Carolina; † 19. Mai 1929 in Greenville, North Carolina) war ein US-amerikanischer Jurist und Politiker. Zwischen 1895 und 1899 vertrat er den Bundesstaat North Carolina im US-Repräsentantenhaus.

## Werdegang
Harry Skinner war der jüngere Bruder von Thomas Gregory Skinner (1842–1907), der ebenfalls Kongressabgeordneter für North Carolina war. Er besuchte zunächst die Hertford Academy. Nach einem anschließenden Jurastudium an der University of Kentucky in Lexington und seiner 1876 erfolgten Zulassung als Rechtsanwalt begann er in Greenville in diesem Beruf zu arbeiten. Damals war er Mitglied der Demokratischen Partei. Im Jahr 1878 wurde Skinner in den Stadtrat von Greenville gewählt. Zwischen 1879 und 1886 gehörte er dem Beraterstab von Gouverneur Thomas Jordan Jarvis an. Von 1880 bis 1892 war er demokratischer Parteivorsitzender im Pitt County. In den Jahren 1891 und 1892 saß er als Abgeordneter im Repräsentantenhaus von North Carolina.
Um das Jahr 1892 wechselte Skinner zur Populist Party. Zwischen 1892 und 1896 war er deren Vorsitzender im Pitt County. Gleichzeitig war er Mitglied im Staatsvorstand dieser Partei. Zwischen 1890 und 1896 war er auch Kurator der University of North Carolina. Bei den Kongresswahlen des Jahres 1894 wurde er im ersten Wahlbezirk von North Carolina in das US-Repräsentantenhaus in Washington, D.C. gewählt, wo er am 4. März 1895 die Nachfolge von William A. B. Branch antrat. Nach einer Wiederwahl konnte er bis zum 3. März 1899 zwei Legislaturperioden im Kongress absolvieren. In diese Zeit fiel der Spanisch-Amerikanische Krieg von 1898.
Bei den Wahlen des Jahres 1898 unterlag Harry Skinner dem Demokraten John Humphrey Small. Nach seinem Ausscheiden aus dem US-Repräsentantenhaus arbeitete er wieder als Anwalt. Zwischen 1902 und 1910 war er Bundesstaatsanwalt für den östlichen Teil des Staates North Carolina. Anschließend praktizierte er wieder als Anwalt. Er starb am 19. Mai 1929 in Greenville.